# Sojuz TMA-20
Sojuz TMA-20 – misja statku Sojuz do Międzynarodowej Stacji Kosmicznej, która dostarczyła na ISS troje członków Ekspedycji 26. Start miał miejsce 15 grudnia 2010. Po dwóch dniach lotu Sojuz TMA-20 przycumował do ISS. Załoga powróciła na Ziemię 24 maja 2011.

## Załoga
- Dmitrij Kondratjew (1) – dowódca (Rosja)
- Paolo Nespoli (2) – inżynier pokładowy (Włochy)
- Catherine Coleman (3) – inżynier pokładowy (USA)